# Ichoria maura
Ichoria maura là một loài bướm đêm thuộc phân họ Arctiinae, họ Erebidae.